# Fish Creek Provincial Park
Fish Creek Provincial Park är en park i Kanada.   Den ligger i provinsen Alberta, i den centrala delen av landet, 2 900 km väster om huvudstaden Ottawa. Fish Creek Provincial Park ligger 1 017 meter över havet.
Terrängen runt Fish Creek Provincial Park är platt. Runt Fish Creek Provincial Park är det tätbefolkat, med 881 invånare per kvadratkilometer.. Närmaste större samhälle är Calgary, 15,2 km norr om Fish Creek Provincial Park.
Trakten runt Fish Creek Provincial Park består i huvudsak av gräsmarker.